# Isaac Isaacsz

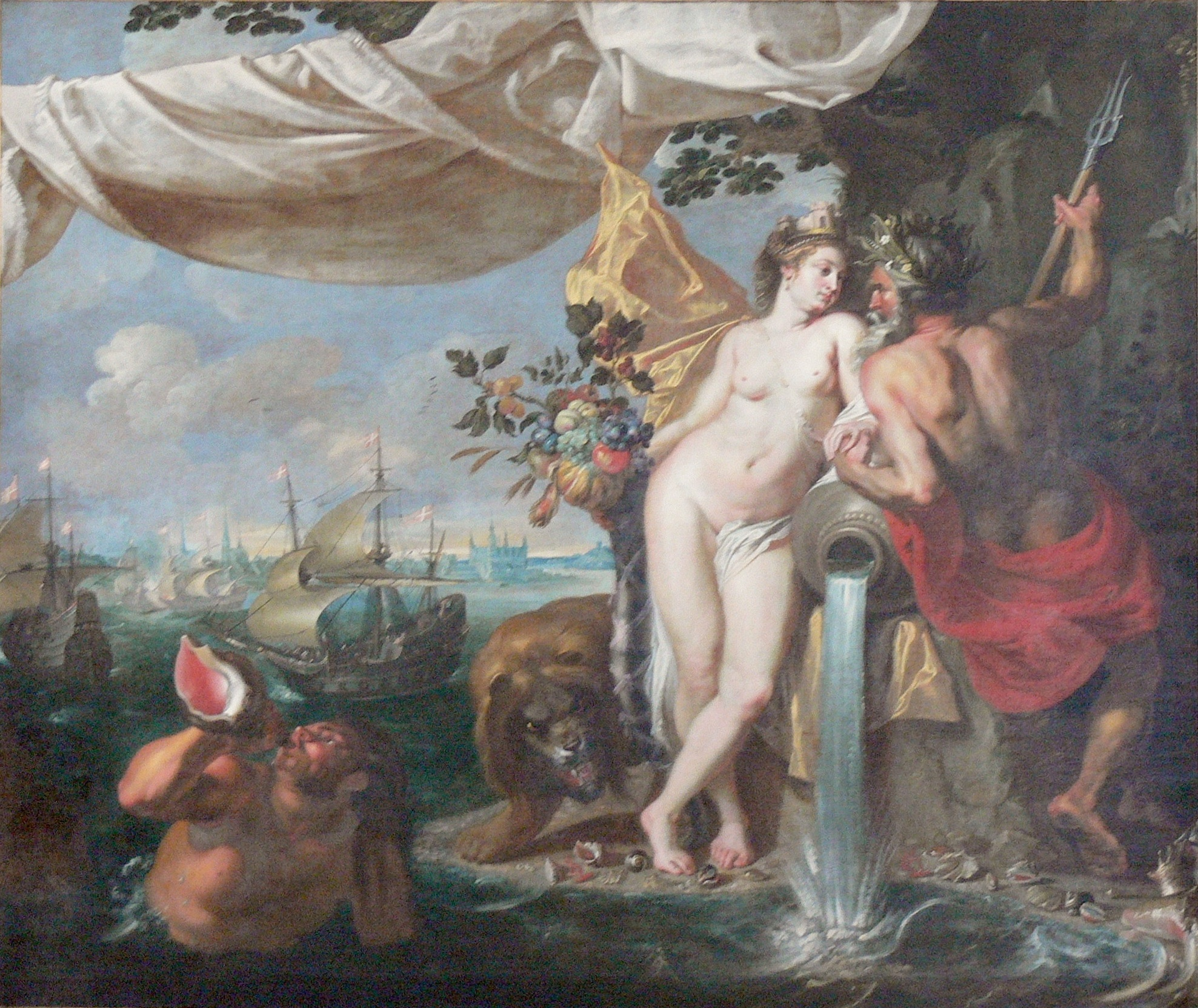
Öresund på Kronborgs slott.

Isaac Isaacsz, född 1599, död ca 1649, var en nederländsk konstnär. Han var son till Pieter Isaacsz.

## Målningar
- Harald Klaks besök hos kejsar Ludvig (1640)
- Öresund (1622)